# حیوان آدم‌نما
حیوان آدم‌نما (فرانسوی: La Bête Humaine‎) که با نام انسان اهریمنی هم شناخته می‌شود، فیلمی فرانسوی به کارگردانی ژان رنوآر است که در سال ۱۹۳۸ منتشر شد. این فیلم اقتباسی آزاد از رمان دیو درون اثر امیل زولا بود. بهشی از وقایع فیلم در یک قطار می‌گذرد که شاید بتوان آنرا یکی از مؤلفه‌های اصلی داستان محسوب نمود.

## بازیگران
- ژان گابن
- سیمون سیمون
- فرنان لودو
- بلانشت بورونوا
- ژان رنوآر
- کولت رژیس